# Johann Eschenbach (Mediziner)
Johann Eschenbach (* 23. Februar 1650 in Hermsdorf bei Eisenberg; † unbekannter Ort und unbekanntes Datum) war ein deutscher Arzt und Mitglied der Gelehrtenakademie „Leopoldina“.

## Leben
Johann Eschenbach war Respondent in Jena, dann Arzt in Staßfurt und später in Jena.
Am 1. August 1685 wurde Johann Eschenbach mit dem Beinamen SCRIBONIUS LARGUS als Mitglied (Matrikel-Nr. 141) in die Leopoldina aufgenommen.

## Werke
- mit Werner Rolfinck: Disputatio Inauguralis Medica De Podagra. 1672.
- mit Christian Grübel: Diss. hist. philol. quae exhibet kēpologian, seu considerationem horti. Jena 1670.
- mit Johann Rikemann, Guernerus Rolfinicius, Tobias Mahn, Christianus Grübelius: Autoritate Illustris Medicorum Collegii in celeberrima Saxonum Academia Praeside Johanne Rikemanno, Luneburgensi Medicinae Doctore, Satyriasin Et Priapismum publicae philiatrorum disquisitioni ad d. Septembris … A.O.R. MDCLXX. sacrat Respondens Johannes Eschenbach/ Eisenberg. Misn. 1670.